# بني صبر (بني مطر)

تعديل مصدري - تعديل

بني صبر هي إحدى قرى عزلة جبل النبي شعيب بمديرية بني مطر التابعة لمحافظة صنعاء، بلغ تعداد سكانها 326 نسمة حسب تعداد اليمن لعام 2004.